# Steffi de Pous
Steffi de Pous (Den Haag, 9 februari 1983) is een Nederlands mensenrechtenactiviste en voormalig presentator en model.
Ze doorliep de Stichtse Vrije School. De Pous werkte op zestienjarige leeftijd als model. In 2003 begon ze te presenteren voor TV Amsterdam en in 2005 was ze werkzaam als VJ bij The Box. Daarna presenteerde ze Hot News (waarvan ze ook de titelsong inzong) op Jetix en  programma's op AT5. Sinds 2007 presenteert ze verschillende pokerprogramma's op RTL 7. Ze studeerde pedagogiek aan de Hogeschool van Amsterdam en kwam in 2006 in aanraking met yoga waarna ze werkzaam was als docent kinderyoga en een yogatelevisieprogramma had. In 2018 was De Pous te zien in Het mooiste meisje van de klas waarin te zien was dat zij zich sinds 2015 middels kopeen eigen stichting inzet voor vluchtelingen op Lesbos naar aanleiding van de Europese vluchtelingencrisis. 
De Pous en haar stichting Because We Carry raakten in juli 2023 in opspraak na een onderzoek van Follow the Money (FTM) over de losse omgang met donaties, een niet transparante administratie en de doelmatigheid van de werkzaamheden. De stichting diende in 2024 een klacht in bij de Raad voor de Journalistiek tegen FTM over berichten op sociale media die de beschuldigingen in het artikel herhaalden. De Raad concludeerde op 5 februari 2025 dat er geen sprake was van een herpublicatie van het artikel waarvan de klachttermijn al verstreken was en de inhoud daarvan werd niet beoordeeld. Wel had FTM moeten onderzoeken of er (nog) voldoende grondslag bestond om de beschuldigingen (geparafraseerd) op sociale media te herhalen aangezien ondertussen onderzoeken van banken en de ANBI-afdeling van de Belastingdienst positief waren afgerond.